# كريكيو
كريكيو (بالإيطالية: Crecchio)‏ هي بلدية في مقاطعة كييتي في إقليم أبروتسو الإيطالي.

## السكان
في سنة 1861 بلغ عدد السكان 2٬500 نسمة، وتطور العدد ليصل في سنة 2011 لـ 2٬932 نسمة.
يظهر هذا المخطط البياني تطور النمو السكاني لـ كريكيو

## توأمة
لكريكيو اتفاقيات توأمة مع:
- لاريانو